# James Signorile
James Vincent Signorile (* 1952 in Chicago, Illinois) ist ein US-amerikanischer Komponist.
Signorile hatte ab dem achten Lebensjahr Klavierunterricht. Er studierte Komposition an der Ridgewood High School bei Murray B. Colosimo und John Lochner und bis 1974 am Colby College in Waterville/Maine bei dem Hindemith-Schüler Peter Ré, Ermanno F. Comparetti und Gordon W. Bowie. Er war Mitglied, Komponist, Dirigent und Vizepräsident der Colby College Concert Band und des Colby Community Symphony Orchestra mit denen er auch eigene Werke aufführte. 1974 erhielt er den Colby College Band Award. Seine Klavierausbildung erhielt er bei Gates Wray, einem Schüler von Vladimir Horowitz. Außerdem spielt er auch Klarinette, Saxophon, Blockflöte und Gitarre und war Erster Bassklarinettist der Ramapo Wind Symphony. Zusätzlich absolvierte er bis 1992 ein Studium der Informatik an der Fairleigh Dickinson University in Teaneck/New Jersey.

## Werke
- Early Folk Songs for Guitar and Voice, 1967–70
- Four Easy Piano Pieces, 1967–68
- Sinfonietta #1 in E Minor für Orchester, 1968
- Love is Blue für Klavier oder Orchester, 1968
- Music to Watch Girls By für Klavier, 1968
- Mission Impossible für Orchester, 1968
- Quintet for Brass, 1968
- Réfléchir für Klavier und Gitarre, 1969
- Song to Peace für Orchester, 1969
- Petite Camusette - J. Des Pres (Arrangement für Concert Band), 1969
- Elegy for a Clown für Klarinette und Posaune, 1969
- Essay for Trombone and Orchestra 1969
- I Saw A Light - A Christmas Carol für Alt und Klavier, 1970
- Variations on O Come, O Come, Emmanuel für Streichquartett, 1970
- Gloria für gemischten Chor und Orchester, 1970
- Bach Double Violin Concerto (Arrangement für Klarinette/Violine/Klavier), 1970
- Sonatina for solo Bb Clarinet, 1971
- Three Short Solos for Voice, 1971–72
- Five Short Piano Pieces, 1972.73
- Bach Gavotte from 6th Suite for Cello (Arrangement für Orchester), 1974
- Emendemus In Melius - W. Byrd (Arrangement für Bläserensemble), 1974
- Remnants für Flöte und Klavier, 1989
- Twilight Dream für Bläserquintett, 1989
- Breathless, Sonatine für Flötenquartett, 1990
- Pandora Suite, MIDI-Komposition, 1991
- Mars, from The Planets by Holst, MIDI-Arrangement, 1994
- Corona Suite for Piano, 1998
- Symphony No. 1 for Organ, 1999
- Piano Concerto No. 1, 1999
- Imaginations [for Piano], 1999
- The Heppleston Variations für Streichquartett, 2000
- Et in Terra Pax (Hymn for Hovhaness) für Orgel, 2000

## Weblink
- Homepage von James Signorile

## Quelle
- Vox Novus - James Signorile

| Personendaten    | Personendaten               |
| ---------------- | --------------------------- |
| NAME             | Signorile, James            |
| ALTERNATIVNAMEN  | Signorile, James Vincent    |
| KURZBESCHREIBUNG | US-amerikanischer Komponist |
| GEBURTSDATUM     | 1952                        |
| GEBURTSORT       | Chicago, Illinois           |